# Torneo Clausura 2020 (El Salvador)
El Torneo Clausura 2021 fue la nonagésima primera edición del campeonato de liga de la Primera División del fútbol salvadoreño (en general); se trató del 44.° torneo corto, luego del cambio en el formato de competencia, con el que se termina la temporada 2019-20.
El torneo inició de forma oficial el sábado 18 de enero de 2020 en el Estadio Jorge Calero Suárez con el juego entre el campeón defensor Alianza e Isidro Metapán, este juego finalizó con victoria del campeón defensor con marcador de 1 - 3.
Debido a la pandemia de COVID-19 en El Salvador, se declaró que la temporada finalice en la jornada 11, definiendo que no se entrega título de campeón, el sistema de ascenso y descenso son anulados en esta temporada.

## Sistema de competición
Como en temporadas anteriores, consta de un grupo único integrado por doce clubes. Siguiendo un sistema de liga, los doce equipos se enfrentarán todos contra todos en dos ocasiones, una en campo propio y otra en campo contrario, sumando un total de 22 jornadas. El orden de los encuentros se decidirá por sorteo antes de empezar la competición.
La clasificación final se establecerá teniendo en cuenta los puntos obtenidos en cada enfrentamiento, a razón de tres por partido ganado, uno por empate y ninguno en caso de derrota. Si al finalizar el campeonato dos equipos igualan a puntos, los mecanismos para desempatar la clasificación son los siguientes:
- El que tiene una mayor diferencia entre goles a favor y en contra en los enfrentamientos entre ambos.
- Si persiste el empate, se tiene en cuenta la diferencia de goles a favor y en contra en todos los encuentros del campeonato.

Si el empate a puntos se produce entre tres o más clubes, los sucesivos mecanismos de desempate son los siguientes:
- La mejor puntuación que a cada uno corresponde a tenor de los resultados de los partidos jugados entre sí por los clubes implicados.
- La mayor diferencia de goles a favor y en contra, considerando únicamente los partidos jugados entre sí por los clubes implicados.
- La mayor diferencia de goles a favor y en contra teniendo en cuenta todos los encuentros del campeonato.
- El mayor número de goles a favor teniendo en cuenta todos los encuentros del campeonato.

## Equipos participantes

### Equipos por departamento
| N° | Departemento | Equipos              |
| -- | ------------ | -------------------- |
| 2  | Santa Ana    | FAS e Isidro Metapán |
| 1  | La Unión     | Municipal Limeño     |
| 1  | San Miguel   | Águila               |
| 1  | San Salvador | Alianza              |
| 1  | La Libertad  | Santa Tecla          |
| 1  | Sonsonate    | Sonsonate            |
| 1  | Chalatenango | Chalatenango         |
| 1  | San Vicente  | Independiente        |
| 1  | Morazán      | Jocoro               |
| 1  | Usulután     | El Vencedor          |
| 1  | Ahuachapán   | 11 Deportivo         |

### Información de los equipos
| Nombre del club                     | Ciudad             | Entrenador               | Estadio                  | Capacidad | Marca        | Principal patrocinador                                |
| ----------------------------------- | ------------------ | ------------------------ | ------------------------ | --------- | ------------ | ----------------------------------------------------- |
| Club Deportivo Águila               | San Miguel         | Daniel Messina           | Juan Francisco Barraza   | 15 500    | Umbro        | Ver lista Tigo Mister Donut                           |
| Alianza Fútbol Club                 | San Salvador       | Wilson Gutiérrez         | Cuscatlán                | 53 400    | Umbro        | Ver lista Tigo Mister Donut                           |
| Asociación Deportiva Chalatenango   | Chalatenango       | Juan Ramón Sánchez       | José Gregorio Martínez   | 15 000    | Milán        | Ver lista Lemus Premium Center                        |
| Club Deportivo El Vencedor          | Santa Elena        | Nelson Ancheta           | Sergio Torres Rivera     | 10 000    | Galaxia      | Ver lista Pilsener KTOR Sports                        |
| Club Deportivo FAS                  | Santa Ana          | Jorge Humberto Rodríguez | Óscar Quiteño            | 17 500    | Joma         | Ver lista Pilsener Tigo                               |
| Club Social Independiente           | San Vicente        | William Renderos Iraheta | Sergio Torres Rivera     | 10 000    | Pancho Sport | Ver lista INJIBOA Acodjar de R.L.                     |
| Asociación Deportiva Isidro Metapán | Metapán            | Víctor Coreas            | Jorge "Calero" Suárez    | 10 000    | Milán        | Ver lista Arroz San Pedro Agroamigo                   |
| Jocoro Fútbol Club                  | Jocoro             | Carlos Romero            | Dr. Ramón Flores Berríos | 5 000     | Milán        | Ver lista Caja de Crédito Jocoro                      |
| Club Deportivo Municipal Limeño     | Santa Rosa de Lima | Misael Alfaro            | Dr. Ramón Flores Berríos | 5 000     | Innova Sport | Ver lista Universidad Dr. Andrés Bello                |
| 11 Deportivo Fútbol Club            | Ahuachapán         | Juan Cortés Diéguez      | Arturo Simeón Magaña     | 5 000     | Rush         | Ver lista Pepsi                                       |
| Santa Tecla Fútbol Club             | Santa Tecla        | Osvaldo Escudero         | Atlético Las Delicias    | 10 000    | Maca         | Ver lista Tigo Pollo Indio                            |
| Sonsonate Fútbol Club               | Sonsonate          | Rubén Da Silva           | Ana Mercedes Campos      | 9 000     | Milán        | Ver lista Alcaldía Municipal de Sonsonate Leche Salud |

### Cambios de entrenadores
| Equipo           | Entrenador (Jornadas)      | Fecha de vacante        | Tipo de salida     | Posición en la tabla | Entrenador entrante      | Fecha de nombramiento   |
| ---------------- | -------------------------- | ----------------------- | ------------------ | -------------------- | ------------------------ | ----------------------- |
| Municipal Limeño | William Renderos Iraheta   | 20 de noviembre de 2019 | Renuncia           | Pretemporada         | Misael Alfaro            | 8 de noviembre de 2019  |
| 11 Deportivo     | Pablo Quiñónez             | 10 de diciembre de 2019 | Contrato terminado | Pretemporada         | Juan Cortés Diéguez      | 10 de diciembre de 2019 |
| Isidro Metapán   | Edwin Portillo             | 10 de diciembre de 2019 | Renuncia           | Pretemporada         | Víctor Coreas            | 26 de diciembre de 2019 |
| Jocoro           | Marvin Benítez             | 10 de diciembre de 2019 | Renuncia           | Pretemporada         | Juan Andrés Sarulyte     | 3 de enero de 2020      |
| El Vencedor      | Víctor Coreas              | 26 de diciembre de 2019 | Desconocido        | Pretemporada         | Edwin Portillo           | 26 de diciembre de 2019 |
| Santa Tecla      | Marco Sánchez Yacuta       | 2 de enero de 2020      | Renuncia           | Pretemporada         | Osvaldo Escudero         | 3 de enero de 2020      |
| Jocoro           | Juan Andrés Sarulyte (1-7) | 22 de febrero de 2020   | Renuncia           | 8°                   | José Romero              | 24 de febrero de 2020   |
| Jocoro           | José Romero (8-10)         | 29 de febrero de 2020   | Renuncia           | 11°                  | Carlos Romero            | 2 de marzo de 2020      |
| FAS              | Guillermo Rivera (1-10)    | 2 de marzo de 2020      | Despedido          | 7°                   | Jorge Humberto Rodríguez | 2 de marzo de 2020      |

## Tabla General
- Actualizado el 13 de marzo de 2020.[15]

| Pos. | Equipos          | PJ | PG | PE | PP | GF | GC | Dif. | Pts. |
| ---- | ---------------- | -- | -- | -- | -- | -- | -- | ---- | ---- |
| 1.   | 11 Deportivo     | 11 | 6  | 2  | 3  | 12 | 7  | +5   | 20   |
| 2.   | El Vencedor      | 11 | 5  | 4  | 2  | 13 | 8  | +5   | 19   |
| 3.   | Alianza          | 11 | 4  | 4  | 3  | 15 | 13 | +2   | 16   |
| 4.   | Independiente    | 11 | 3  | 6  | 2  | 8  | 8  | 0    | 15   |
| 5.   | FAS              | 11 | 5  | 0  | 6  | 8  | 9  | -1   | 15   |
| 6.   | Isidro Metapán   | 11 | 4  | 3  | 4  | 5  | 7  | -2   | 15   |
| 7.   | Municipal Limeño | 11 | 3  | 5  | 3  | 15 | 12 | +3   | 14   |
| 8.   | Águila           | 11 | 3  | 5  | 3  | 5  | 6  | -1   | 14   |
| 9.   | Jocoro           | 11 | 3  | 4  | 4  | 20 | 19 | +1   | 13   |
| 10.  | Santa Tecla      | 11 | 2  | 5  | 4  | 11 | 13 | -2   | 11   |
| 11.  | Sonsonate        | 11 | 2  | 5  | 4  | 12 | 17 | -5   | 11   |
| 12.  | Chalatenango     | 11 | 2  | 5  | 4  | 8  | 13 | -5   | 11   |

|  |                                      |
|  | Clasificado a la Liga Concacaf 2020. |

### Tabla acumulada de la temporada
| Pos                                      | Equipo           | PJ | G  | E  | P  | GF | GC | Dif. | Pts | Notas |
| ---------------------------------------- | ---------------- | -- | -- | -- | -- | -- | -- | ---- | --- | ----- |
| 1°                                       | Alianza          | 33 | 18 | 10 | 4  | 53 | 31 | +22  | 64  |       |
| 2°                                       | FAS              | 33 | 15 | 7  | 11 | 46 | 34 | +12  | 52  |       |
| 3°                                       | Municipal Limeño | 33 | 13 | 10 | 10 | 48 | 41 | +7   | 49  |       |
| 4°                                       | El Vencedor      | 33 | 12 | 12 | 9  | 44 | 36 | +8   | 48  |       |
| 5°                                       | Águila           | 33 | 12 | 10 | 11 | 29 | 29 | 0    | 46  |       |
| 6°                                       | Sonsonate        | 33 | 12 | 10 | 11 | 45 | 54 | -9   | 46  |       |
| 7°                                       | Isidro Metapán   | 33 | 11 | 11 | 11 | 33 | 36 | -3   | 44  |       |
| 8°                                       | Santa Tecla      | 33 | 10 | 12 | 11 | 44 | 39 | +5   | 42  |       |
| 9°                                       | Chalatenango     | 33 | 9  | 12 | 12 | 42 | 49 | -7   | 39  |       |
| 10°                                      | Independiente    | 33 | 7  | 15 | 11 | 30 | 40 | -10  | 36  |       |
| 11°                                      | 11 Deportivo     | 33 | 9  | 7  | 17 | 33 | 49 | -16  | 34  |       |
| 12°                                      | Jocoro           | 33 | 8  | 8  | 17 | 42 | 51 | -9   | 32  |       |
| Última actualización: 30 de mayo de 2020 |                  |    |    |    |    |    |    |      |     |       |

## Fase regular
- La hora de cada encuentro corresponde al huso horario que rige a El Salvador (UTC-6).

Nota: Los horarios y partidos de televisión se definen la semana previa a cada jornada. Los canales Tigo Sports, Canal 4 y Radio YSKL son los medios de difusión por televisión y radio autorizados por la Liga Pepsi para la transmisión por cable de todos los partidos de cada jornada.

### Primera vuelta
| Jornada 1                               | Jornada 1        | Jornada 1 | Jornada 1    | Jornada 1 | Jornada 1              | Jornada 1   | Jornada 1 | Jornada 1      | Jornada 1  | Jornada 1 |
|                                         | Local            | Resultado | Visitante    |           | Estadio                | Fecha       | Hora      | TV             | Amonestado | Expulsado |
| --------------------------------------- | ---------------- | --------- | ------------ | --------- | ---------------------- | ----------- | --------- | -------------- | ---------- | --------- |
|                                         | Santa Tecla      | 2 - 2     | Jocoro       |           | Atlético Las Delicias  | 18 de enero | 17:00     |                | 4          | 1         |
|                                         | Sonsonate        | 0 - 2     | El Vencedor  |           | Ana Mercedes Campos    | 18 de enero | 18:30     | No Transmitido | 8          | 0         |
|                                         | Chalatenango     | 0 - 0     | Águila       |           | José Gregorio Martínez | 18 de enero | 18:30     | No Transmitido | 4          | 0         |
|                                         | Isidro Metapán   | 1 - 3     | Alianza      |           | Jorge "Calero" Suárez  | 18 de enero | 19:15     |                | 8          | 0         |
|                                         | Municipal Limeño | 0 - 1     | FAS          |           | Ramón Flores Berríos   | 19 de enero | 15:00     | 4              | 1          |           |
|                                         | Independiente    | 1 - 0     | 11 Deportivo |           | Sergio Torres Rivera   | 19 de enero | 15:15     |                | 1          | 0         |
| Total de goles: 12                      |                  |           |              |           |                        |             |           |                |            |           |
| Total de Tarjetas Amarillas/Rojas: 29/2 |                  |           |              |           |                        |             |           |                |            |           |

| Jornada 2                               | Jornada 2    | Jornada 2 | Jornada 2        | Jornada 2 | Jornada 2              | Jornada 2   | Jornada 2 | Jornada 2      | Jornada 2  | Jornada 2 |
|                                         | Local        | Resultado | Visitante        |           | Estadio                | Fecha       | Hora      | TV             | Amonestado | Expulsado |
| --------------------------------------- | ------------ | --------- | ---------------- | --------- | ---------------------- | ----------- | --------- | -------------- | ---------- | --------- |
|                                         | 11 Deportivo | 2 - 1     | Municipal Limeño |           | Arturo Simeón Magaña   | 22 de enero | 15:00     |                | 8          | 0         |
|                                         | Jocoro       | 0 - 0     | Isidro Metapán   |           | Ramón Flores Berríos   | 22 de enero | 15:15     | No Transmitido | 1          | 0         |
|                                         | El Vencedor  | 1 - 0     | Chalatenango     |           | Sergio Torres Rivera   | 22 de enero | 15:30     | No Transmitido | 5          | 0         |
|                                         | Alianza      | 2 - 2     | Sonsonate        |           | Atlético Las Delicias  | 22 de enero | 19:30     |                | 6          | 0         |
|                                         | FAS          | 2 - 0     | Santa Tecla      |           | Óscar Alberto Quiteño  | 23 de enero | 15:00     |                | 4          | 0         |
|                                         | Águila       | 0 - 0     | Independiente    |           | Juan Francisco Barraza | 23 de enero | 15:15     |                | 4          | 0         |
| Total de goles: 10                      |              |           |                  |           |                        |             |           |                |            |           |
| Total de Tarjetas Amarillas/Rojas: 28/0 |              |           |                  |           |                        |             |           |                |            |           |

| Jornada 3                               | Jornada 3        | Jornada 3 | Jornada 3      | Jornada 3 | Jornada 3              | Jornada 3   | Jornada 3 | Jornada 3      | Jornada 3  | Jornada 3 |
|                                         | Local            | Resultado | Visitante      |           | Estadio                | Fecha       | Hora      | TV             | Amonestado | Expulsado |
| --------------------------------------- | ---------------- | --------- | -------------- | --------- | ---------------------- | ----------- | --------- | -------------- | ---------- | --------- |
|                                         | Sonsonate        | 3 - 2     | Jocoro         |           | Ana Mercedes Campos    | 25 de enero | 18:30     |                | 6          | 1         |
|                                         | Chalatenango     | 3 - 1     | Alianza        |           | José Gregorio Martínez | 25 de enero | 18:30     |                | 5          | 3         |
|                                         | Municipal Limeño | 2 - 0     | Águila         |           | Ramón Flores Berríos   | 26 de enero | 15:00     |                | 4          | 0         |
|                                         | FAS              | 0 - 1     | 11 Deportivo   |           | Óscar Alberto Quiteño  | 26 de enero | 15:15     |                | 9          | 1         |
|                                         | Independiente    | 0 - 0     | El Vencedor    |           | Sergio Torres Rivera   | 26 de enero | 15:15     | No Transmitido | 2          | 0         |
|                                         | Santa Tecla      | 0 - 0     | Isidro Metapán |           | Atlético Las Delicias  | 26 de enero | 16:30     | No Transmitido | 2          | 0         |
| Total de goles: 12                      |                  |           |                |           |                        |             |           |                |            |           |
| Total de Tarjetas Amarillas/Rojas: 28/5 |                  |           |                |           |                        |             |           |                |            |           |

| Jornada 4                               | Jornada 4      | Jornada 4 | Jornada 4        | Jornada 4 | Jornada 4              | Jornada 4    | Jornada 4 | Jornada 4      | Jornada 4  | Jornada 4 |
|                                         | Local          | Resultado | Visitante        |           | Estadio                | Fecha        | Hora      | TV             | Amonestado | Expulsado |
| --------------------------------------- | -------------- | --------- | ---------------- | --------- | ---------------------- | ------------ | --------- | -------------- | ---------- | --------- |
|                                         | Jocoro         | 4 - 1     | Chalatenango     |           | Ramón Flores Berríos   | 1 de febrero | 15:15     |                | 0          | 1         |
|                                         | Isidro Metapán | 1 - 0     | Sonsonate        |           | Jorge "Calero" Suárez  | 1 de febrero | 19:15     |                | 9          | 0         |
|                                         | 11 Deportivo   | 1 - 0     | Santa Tecla      |           | Arturo Simeón Magaña   | 2 de febrero | 15:00     | No Transmitido | 7          | 0         |
|                                         | Águila         | 1 - 0     | FAS              |           | Juan Francisco Barraza | 2 de febrero | 15:15     |                | 8          | 0         |
|                                         | Alianza        | 0 - 1     | Independiente    |           | Cuscatlán              | 2 de febrero | 15:15     |                | 5          | 0         |
|                                         | El Vencedor    | 1 - 1     | Municipal Limeño |           | Sergio Torres Rivera   | 2 de febrero | 15:30     | No Transmitido | 4          | 2         |
| Total de goles: 11                      |                |           |                  |           |                        |              |           |                |            |           |
| Total de Tarjetas Amarillas/Rojas: 24/3 |                |           |                  |           |                        |              |           |                |            |           |

| Jornada 5                               | Jornada 5        | Jornada 5 | Jornada 5      | Jornada 5 | Jornada 5              | Jornada 5    | Jornada 5 | Jornada 5      | Jornada 5  | Jornada 5 |
|                                         | Local            | Resultado | Visitante      |           | Estadio                | Fecha        | Hora      | TV             | Amonestado | Expulsado |
| --------------------------------------- | ---------------- | --------- | -------------- | --------- | ---------------------- | ------------ | --------- | -------------- | ---------- | --------- |
|                                         | FAS              | 0 - 1     | El Vencedor    |           | Óscar Alberto Quiteño  | 5 de febrero | 15:15     |                | 4          | 0         |
|                                         | 11 Deportivo     | 0 - 0     | Águila         |           | Arturo Simeón Magaña   | 5 de febrero | 15:15     | No Transmitido | 3          | 1         |
|                                         | Municipal Limeño | 2 - 2     | Alianza        |           | Ramón Flores Berríos   | 5 de febrero | 15:30     |                | 6          | 0         |
|                                         | Independiente    | 2 - 2     | Jocoro         |           | Sergio Torres Rivera   | 5 de febrero | 15:30     | No Transmitido | 3          | 1         |
|                                         | Chalatenango     | 0 - 0     | Isidro Metapán |           | José Gregorio Martínez | 5 de febrero | 18:30     | No Transmitido | 0          | 0         |
|                                         | Santa Tecla      | 2 - 2     | Sonsonate      |           | Atlético Las Delicias  | 5 de febrero | 19:15     |                | 8          | 0         |
| Total de goles: 13                      |                  |           |                |           |                        |              |           |                |            |           |
| Total de Tarjetas Amarillas/Rojas: 24/2 |                  |           |                |           |                        |              |           |                |            |           |

| Jornada 6                               | Jornada 6      | Jornada 6 | Jornada 6        | Jornada 6 | Jornada 6              | Jornada 6    | Jornada 6 | Jornada 6      | Jornada 6  | Jornada 6 |
|                                         | Local          | Resultado | Visitante        |           | Estadio                | Fecha        | Hora      | TV             | Amonestado | Expulsado |
| --------------------------------------- | -------------- | --------- | ---------------- | --------- | ---------------------- | ------------ | --------- | -------------- | ---------- | --------- |
|                                         | Jocoro         | 2 - 2     | Municipal Limeño |           | Ramón Flores Berríos   | 8 de febrero | 15:15     | No Transmitido | 5          | 0         |
|                                         | Sonsonate      | 1 - 1     | Chalatenango     |           | Ana Mercedes Campos    | 8 de febrero | 18:30     | No Transmitido | 3          | 0         |
|                                         | Alianza        | 2 - 0     | FAS              |           | Cuscatlán              | 8 de febrero | 19:00     |                | 4          | 2         |
|                                         | Isidro Metapán | 0 - 1     | Independiente    |           | Jorge "Calero" Suárez  | 8 de febrero | 19:15     |                | 8          | 0         |
|                                         | Águila         | 1 - 0     | Santa Tecla      |           | Juan Francisco Barraza | 9 de febrero | 15:15     | 2              | 0          |           |
|                                         | El Vencedor    | 0 - 1     | 11 Deportivo     |           | Sergio Torres Rivera   | 9 de febrero | 15:30     |                | 10         | 0         |
| Total de goles: 11                      |                |           |                  |           |                        |              |           |                |            |           |
| Total de Tarjetas Amarillas/Rojas: 32/2 |                |           |                  |           |                        |              |           |                |            |           |

| Jornada 7                               | Jornada 7        | Jornada 7 | Jornada 7      | Jornada 7 | Jornada 7              | Jornada 7     | Jornada 7 | Jornada 7      | Jornada 7  | Jornada 7 |
|                                         | Local            | Resultado | Visitante      |           | Estadio                | Fecha         | Hora      | TV             | Amonestado | Expulsado |
| --------------------------------------- | ---------------- | --------- | -------------- | --------- | ---------------------- | ------------- | --------- | -------------- | ---------- | --------- |
|                                         | Águila           | 1 - 1     | El Vencedor    |           | Juan Francisco Barraza | 15 de febrero | 15:15     |                | 6          | 1         |
|                                         | Santa Tecla      | 2 - 1     | Chalatenango   |           | Atlético Las Delicias  | 15 de febrero | 17:00     |                | 7          | 1         |
|                                         | FAS              | 2 - 1     | Jocoro         |           | Óscar Alberto Quiteño  | 16 de febrero | 15:15     | 1              | 1          |           |
|                                         | Independiente    | 1 - 1     | Sonsonate      |           | Sergio Torres Rivera   | 16 de febrero | 15:15     | No Transmitido | 3          | 0         |
|                                         | Municipal Limeño | 0 - 1     | Isidro Metapán |           | Ramón Flores Berríos   | 16 de febrero | 15:15     | No Transmitido | 3          | 0         |
|                                         | 11 Deportivo     | 0 - 0     | Alianza        |           | Arturo Simeón Magaña   | 16 de febrero | 15:30     |                | 4          | 0         |
| Total de goles: 11                      |                  |           |                |           |                        |               |           |                |            |           |
| Total de Tarjetas Amarillas/Rojas: 34/3 |                  |           |                |           |                        |               |           |                |            |           |

| Jornada 8                               | Jornada 8      | Jornada 8 | Jornada 8        | Jornada 8 | Jornada 8              | Jornada 8     | Jornada 8 | Jornada 8      | Jornada 8  | Jornada 8 |
|                                         | Local          | Resultado | Visitante        |           | Estadio                | Fecha         | Hora      | TV             | Amonestado | Expulsado |
| --------------------------------------- | -------------- | --------- | ---------------- | --------- | ---------------------- | ------------- | --------- | -------------- | ---------- | --------- |
|                                         | Jocoro         | 3 - 2     | 11 Deportivo     |           | Ramón Flores Berríos   | 22 de febrero | 15:15     |                | 7          | 2         |
|                                         | Chalatenango   | 0 - 0     | Independiente    |           | José Gregorio Martínez | 22 de febrero | 18:30     | No Transmitido | 6          | 0         |
|                                         | Sonsonate      | 0 - 3     | Municipal Limeño |           | Ana Mercedes Campos    | 22 de febrero | 19:00     | No Transmitido | 4          | 0         |
|                                         | Alianza        | 1 - 0     | Águila           |           | Cuscatlán              | 22 de febrero | 19:00     |                | 8          | 0         |
|                                         | Isidro Metapán | 0 - 1     | FAS              |           | Jorge "Calero" Suárez  | 22 de febrero | 19:15     |                | 10         | 0         |
|                                         | El Vencedor    | 1 - 1     | Santa Tecla      |           | Sergio Torres Rivera   | 23 de febrero | 15:30     |                | 4          | 2         |
| Total de goles: 12                      |                |           |                  |           |                        |               |           |                |            |           |
| Total de Tarjetas Amarillas/Rojas: 39/4 |                |           |                  |           |                        |               |           |                |            |           |

| Jornada 9                               | Jornada 9        | Jornada 9 | Jornada 9      | Jornada 9 | Jornada 9              | Jornada 9     | Jornada 9 | Jornada 9      | Jornada 9  | Jornada 9 |
|                                         | Local            | Resultado | Visitante      |           | Estadio                | Fecha         | Hora      | TV             | Amonestado | Expulsado |
| --------------------------------------- | ---------------- | --------- | -------------- | --------- | ---------------------- | ------------- | --------- | -------------- | ---------- | --------- |
|                                         | Municipal Limeño | 1 - 1     | Chalatenango   |           | Ramón Flores Berríos   | 26 de febrero | 14:30     | No Transmitido | 7          | 0         |
|                                         | Águila           | 1 - 0     | Jocoro         |           | Juan Francisco Barraza | 26 de febrero | 15:15     |                | 5          | 0         |
|                                         | FAS              | 0 - 1     | Sonsonate      |           | Óscar Alberto Quiteño  | 26 de febrero | 15:15     |                | 4          | 2         |
|                                         | 11 Deportivo     | 0 - 1     | Isidro Metapán |           | Arturo Simeón Magaña   | 26 de febrero | 15:30     | No Transmitido | 2          | 1         |
|                                         | Santa Tecla      | 2 - 0     | Independiente  |           | Atlético Las Delicias  | 26 de febrero | 19:15     |                | 4          | 1         |
|                                         | El Vencedor      | 1 - 2     | Alianza        |           | Atlético Las Delicias  | 4 de marzo    | 19:30     |                | 8          | 0         |
| Total de goles: 10                      |                  |           |                |           |                        |               |           |                |            |           |
| Total de Tarjetas Amarillas/Rojas: 30/4 |                  |           |                |           |                        |               |           |                |            |           |

| Jornada 10                              | Jornada 10     | Jornada 10 | Jornada 10       | Jornada 10 | Jornada 10             | Jornada 10    | Jornada 10 | Jornada 10     | Jornada 10 | Jornada 10 |
|                                         | Local          | Resultado  | Visitante        |            | Estadio                | Fecha         | Hora       | TV             | Amonestado | Expulsado  |
| --------------------------------------- | -------------- | ---------- | ---------------- | ---------- | ---------------------- | ------------- | ---------- | -------------- | ---------- | ---------- |
|                                         | Jocoro         | 2 - 3      | El Vencedor      |            | Ramón Flores Berríos   | 29 de febrero | 15:15      | No Transmitido | 6          | 2          |
|                                         | Santa Tecla    | 1 - 1      | Alianza          |            | Atlético Las Delicias  | 29 de febrero | 17:00      |                | 7          | 0          |
|                                         | Chalatenango   | 1 - 0      | FAS              |            | José Gregorio Martínez | 29 de febrero | 18:30      | No Transmitido | 5          | 0          |
|                                         | Sonsonate      | 1 - 2      | 11 Deporitvo     |            | Ana Mercedes Campos    | 29 de febrero | 19:00      | No Transmitido | 4          | 3          |
|                                         | Isidro Metapán | 1 - 0      | Águila           |            | Jorge "Calero" Suárez  | 29 de febrero | 19:15      | No Transmitido | 4          | 1          |
|                                         | Independiente  | 1 - 1      | Municipal Limeño |            | Sergio Torres Rivera   | 1 de marzo    | 15:15      |                | 4          | 1          |
| Total de goles: 14                      |                |            |                  |            |                        |               |            |                |            |            |
| Total de Tarjetas Amarillas/Rojas: 30/7 |                |            |                  |            |                        |               |            |                |            |            |

| Jornada 11                              | Jornada 11       | Jornada 11 | Jornada 11     | Jornada 11 | Jornada 11             | Jornada 11 | Jornada 11 | Jornada 11     | Jornada 11 | Jornada 11 |
|                                         | Local            | Resultado  | Visitante      |            | Estadio                | Fecha      | Hora       | TV             | Amonestado | Expulsado  |
| --------------------------------------- | ---------------- | ---------- | -------------- | ---------- | ---------------------- | ---------- | ---------- | -------------- | ---------- | ---------- |
|                                         | Águila           | 1 - 1      | Sonsonate      |            | Juan Francisco Barraza | 7 de marzo | 15:30      |                | 7          | 1          |
|                                         | Alianza          | 1 - 2      | Jocoro         |            | Cuscatlán              | 7 de marzo | 19:00      |                | 1          | 0          |
|                                         | Municipal Limeño | 2 - 1      | Santa Tecla    |            | Ramón Flores Berríos   | 8 de marzo | 14:30      | No Transmitido | 1          | 1          |
|                                         | 11 Deportivo     | 3 - 0      | Chalatenango   |            | Arturo Simeón Magaña   | 8 de marzo | 15:00      |                | 3          | 0          |
|                                         | FAS              | 2 - 1      | Independiente  |            | Óscar Alberto Quiteño  | 8 de marzo | 15:30      |                | 4          | 0          |
|                                         | El Vencedor      | 2 - 0      | Isidro Metapán |            | Sergio Torres Rivera   | 8 de marzo | 15:30      | No Transmitido | 4          | 1          |
| Total de goles: 18                      |                  |            |                |            |                        |            |            |                |            |            |
| Total de Tarjetas Amarillas/Rojas: 20/3 |                  |            |                |            |                        |            |            |                |            |            |

## Estadísticas

### Tabla de goleadores
| Pos. | Jugador           | Equipo           | Goles | Partidos | Promedio | Minutos |
| ---- | ----------------- | ---------------- | ----- | -------- | -------- | ------- |
| 1    | Diego Areco       | Jocoro           | 10    | 11       | 0.91     | 990     |
| 2    | Ricardo Ferreira  | Santa Tecla      | 5     | 10       | 0.5      | 711     |
| 3    | Michell Mercado   | El Vencedor      | 5     | 8        | 0.62     | 550     |
| 4    | Edwin Sánchez     | Municipal Limeño | 5     | 11       | 0.45     | 927     |
| 5    | Harold Alas       | Municipal Limeño | 4     | 8        | 0.5      | 500     |
| 6    | Oswaldo Blanco    | Alianza          | 4     | 10       | 0.4      | 766     |
| 7    | David Boquin      | Sonsonate        | 4     | 5        | 0.8      | 359     |
| 8    | Enrique Contreras | 11 Deportivo     | 4     | 10       | 0.4      | 831     |
| 9    | Daley Mena        | Sonsonate        | 3     | 11       | 0.27     | 728     |
| 10   | Luis Rodríguez    | Jocoro           | 3     | 10       | 0.3      | 854     |

### Récords
- Primer gol de la temporada:  Diego Areco de Jocoro vs. Santa Tecla. (18 de enero de 2020)
- Último gol de la temporada:  Michell Mercado de El Vencedor vs Isidro Metapán. (8 de marzo de 2020)
- Gol más tempranero: 12 minutos,  Oswaldo Blanco de Alianza vs Isidro Metapán. (18 de enero de 2020)
- Gol más tardío: 90+4 minutos,  Jhon Machado de El Vencedor vs Sonsonate (18 de enero de 2020)
- Mayor número de goles marcados en un partido:
- Mayor victoria local:
- Mayor victoria visitante: